# Пік Бештор
Пік Бештор (узб. Beshtor choʻqqisi) — друга найвища точка Пскемського хребта на крайньому північному сході Узбекистану. Має висоту 4299 м н.р.м.
Пік Бештор розташований на крайньому північному сході Ташкентської області Узбекистану, на кордоні Узбекистану і Киргизії. На північний схід від піка Бештор розташований пік Аделунга, що на 2 м вищий від Бештора.

## Виноски
1. ↑  Peakbagger.com